# Jacob Druckman
Jacob Raphael Druckman (ur. 26 czerwca 1928 w Filadelfii, zm. 24 maja 1996 w New Haven) – amerykański kompozytor.

## Życiorys
Początkowo pobierał prywatne lekcje muzyki u Louisa Gesenswaya w Filadelfii, w wieku kilkunastu lat grał na trąbce jazzowej. W latach 1949–1950 studiował w Tanglewood u Aarona Coplanda. Następnie ukończył Juilliard School, gdzie jego nauczycielami byli Peter Mennin, Bernard Wagenaar i Vincent Persichetti. W latach 1954–1955 studiował u Tony Aubina w École normale de musique w Paryżu. Laureat stypendium Fundacji Pamięci Johna Simona Guggenheima (1957 i 1968).
Wykładowca Juilliard School (1956–1972), Bard College (1961–1967) i Brooklyn College (1972–1976). W 1976 roku objął klasę kompozycji na Yale University. W 1972 roku otrzymał Nagrodę Pulitzera za utwór Windows. Od 1978 roku był członkiem Amerykańskiej Akademii Sztuki i Literatury. W latach 1982–1987 doradca artystyczny Filharmonii Nowojorskiej. Jego uczniami byli Laurie Spiegel i David Lang.

## Twórczość
Pisał stosunkowo mało, skupiając się na dopracowaniu formy kompozycji. Jako kompozytor był twórcą nietypowym, dążącym do syntezy różnych technik, nawiązującym z jednej strony do dzieł dawnych mistrzów takich jak Palestrina i wczesnego kontrapunktu, z drugiej strony stosującym kontrapunkt ultrachromatyczny, dysonasowy i bezwzględny. Tworzył także w technice dwunastotonowej. Sięgał również po środki elektroniczne. Dużą rolę w jego kompozycjach odgrywa perkusja, której często powierzał główną rolę w utworach.
Skomponował m.in. Koncert skrzypcowy, Four Madrigals na chór mieszany (1958), Valentine na kontrabas i taśmę (1969), Synapse (1971), Windows na orkiestrę (1971), Chiaroscuro na orkiestrę (1976), Koncert altówkowy (1977), Mirage (1976), Aureole (1979) i Prism (1980) na orkiestrę, Dark Upon the Harp na mezzosopran, kwintet dęty i perkusję (1962), Antiphones na dwa chóry (1963), Incenters na 13 wykonawców (1968), Delizie contente che l’alme beate na kwintet dęty i taśmę (1973), Animus I–IV (1966–1977), Lamia na sopran i orkiestrę (1974), Tromba marina na 4 kontrabasy (1981), oratorium Vox Humana (1983), Brangle (1989), Nor Spell Nor Charm (1990), Summer Lightning (1991), Demos (1992), Counterpoise na sopran i orkiestrę (1994), trzy kwartety smyczkowe (1948, 1966, 1981), operę Medea (1982; niedokończona). Był autorem ścieżki dźwiękowej do filmu Traité du rossignol (1971), w którym wystąpił także jako aktor.